# 캐로 로드
캐로 로드(영어: Carrow Road)는 잉글랜드 노리치에 위치한 축구 경기장이다. 현재 노리치 시티의 홈 구장으로 쓰이고 있다. 노리치의 동쪽 끝에 있으며, 노리치 역과 웬섬 강에서 그다지 멀리 떨어져 있지 않다.
캐로 로드는 1935년에 노리치 시티가 사용할 목적으로 기공하였으며, 공사 시간은 단지 82일 밖에 걸리지 않았다. 경기장의 이름은 경기장이 위치한 도로의 이름을 따왔다.

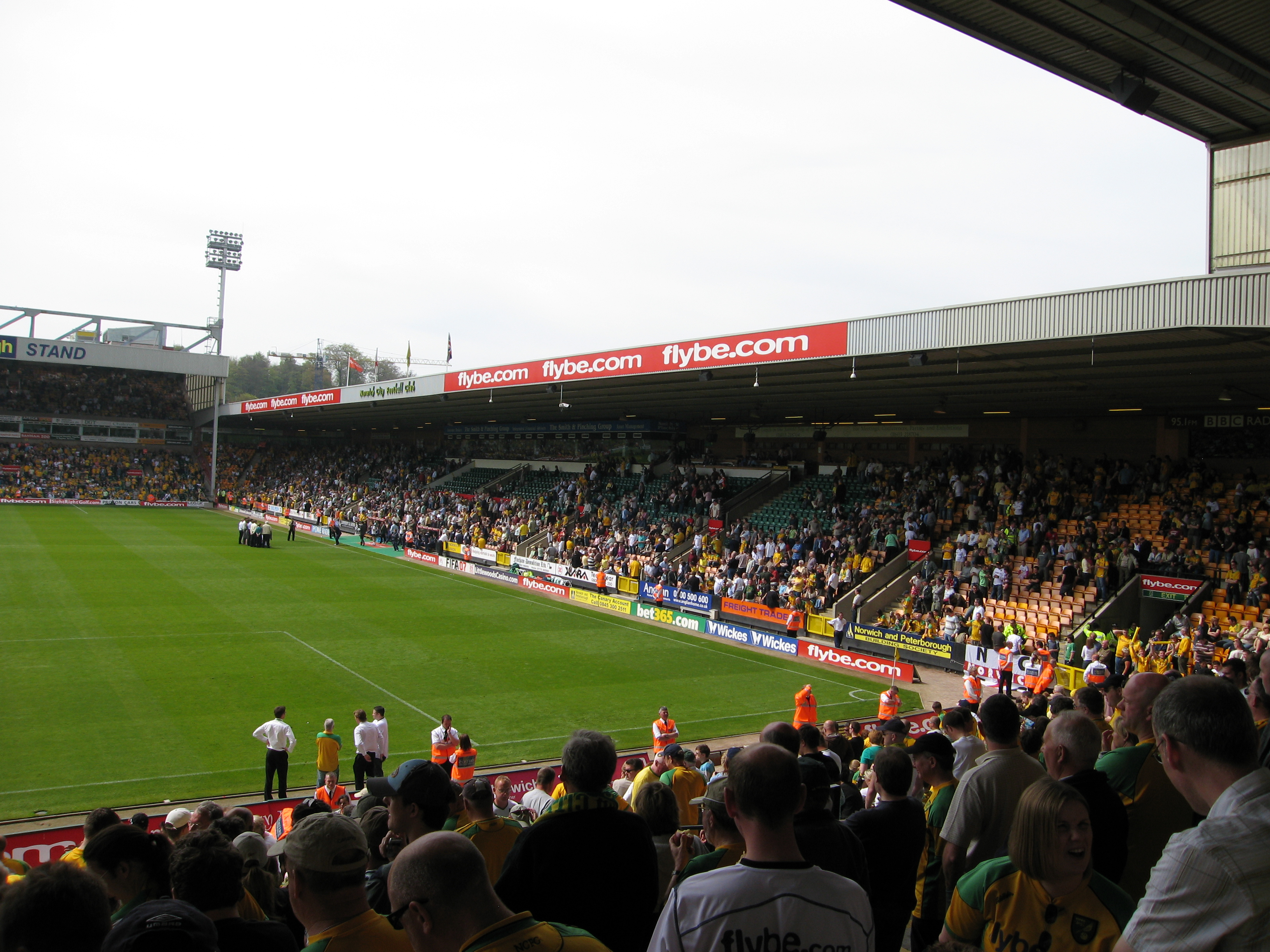

이 경기장은 지금까지 몇 번의 보수와 확장을 해왔는데, 대표적으로 1984년 올드 시티 스탠드(지금의 제프리 와틀링 시티 스탠드)에서 일어난 화재 때문에 보수를 한 적이 있다. 1992년에는 전원 좌석으로 바꾸었다. 2010년 약 천 석을 늘린 확장 공사 이후, 현재의 수용 인원은 27,244명이다. 전원 좌석으로 바꾼 후 최다 관중 기록은 2015년 11월 28일 아스널과의 경기에서 세운 27,091명이다. 역사상 가장 많은 관중은 1963년 레스터 시티와의 FA컵 경기였는데, 무려 43,984명이 입장하였다.